# Chomoyummo
Der Chomoyummo (auch Chomo Yummo oder Chomiomo) ist ein Berg im Himalaya an der Grenze zwischen Sikkim in Indien und Tibet in China.
Der Chomoyummo hat eine Höhe von 6829 m. Er liegt im östlichen Himalaya-Hauptkamm im Norden von Sikkim. Die Nordflanke des Chomoyummo liegt in Tibet und wird zum Yairu Zangbo, einem linken Nebenfluss des Bum Chu (Oberlauf des Arun), hin entwässert. An der Südostflanke des Chomoyummo verläuft der Oberlauf des Lachen Chu, dem rechten Quellfluss der Tista. Auf der gegenüberliegenden Talseite erhebt sich der 6920 m hohe 12 km ostsüdöstlich gelegene Kangchengyao. Ein Bergkamm zweigt am Chomyummo vom Hauptkamm in südlicher Richtung ab. Dieser trennt den Oberlauf des Lachen Chu vom Zemu Chu.

## Besteigungsgeschichte
Der Chomoyummo wurde im Jahr 1911 von dem schottischen Alpinisten Alexander Mitchell Kellas in Begleitung von Sherpas erstbestiegen.